# Austbø
Austbø est une localité de l'île d'Alsten du comté de Nordland, en Norvège.

## Géographie
Administrativement, Austbø fait partie de la kommune d'Alstahaug.